# Gerygone
A Gerygone a madarak osztályának verébalakúak (Passeriformes) rendjébe és az ausztrálposzáta-félék (Acanthizidae) családjába tartozó nem.  A családot egyes szervezetek a gyémántmadárfélék (Pardalotidae) családjának Acanthizinae alcsaládjaként sorolják be.

## Rendszerezés
A nembe az alábbi 19 faj tartozik:
- Gerygone chrysogaster
- Gerygone mouki
- Gerygone palpebrosa
- Gerygone chloronota
- Gerygone inornata
- Gerygone dorsalis
- fehértorkú bokormadár (Gerygone olivacea)
- Gerygone sulphurea
- Gerygone tenebrosa
- Gerygone flavolateralis
- Gerygone levigaster
- Gerygone fusca
- Gerygone magnirostris
- biaki bokormadár (Gerygone hypoxantha)
- Gerygone ruficollis
- szigeti bokormadár (Gerygone insularis) – kihalt
- Gerygone modesta
- szürke bokormadár (Gerygone igata)
- Gerygone albofrontata